# Захаров, Василий Григорьевич
Василий Григорьевич Захаров (1916—1942) — красноармеец Рабоче-крестьянской Красной Армии, участник советско-финской и Великой Отечественной войны, Герой Советского Союза (1940).

## Биография
Василий Захаров родился 20 апреля 1916 года в селе Гаугеровка (ныне — Башмаковский район Пензенской области). После окончания четырёх классов школы работал в колхозе, позднее на заводе в Москве. В 1937 году Захаров был призван на службу в Рабоче-крестьянскую Красную Армию. Участвовал в советско-финской войне, будучи стрелком 300-го стрелкового полка 7-й стрелковой дивизии 7-й армии Северо-Западного фронта.
В марте 1940 года, когда подразделение Захарова попало в окружение, Захаров принял командование им и 10 марта вывел его к советским войскам. Во время штурма Выборга (ныне — Ленинградская область) Захаров подавлял пулемётные гнёзда, уничтожал финских снайперов и автоматчиков.
Указом Президиума Верховного Совета СССР от 21 марта 1940 года за «образцовое выполнение боевых заданий командования на фронте борьбы с финской белогвардейщиной и проявленные при этом отвагу и геройство» красноармеец Василий Захаров был удостоен высокого звания Героя Советского Союза с вручением ордена Ленина и медали «Золотая Звезда» за номером 496.
В 1941 году Захаров окончил Московское пехотное училище. С 1941 года — на фронтах Великой Отечественной войны. Погиб в бою 1 января 1942 года под Белёвом.
В честь Захарова названа школа в его родном селе.